# 瓦赫坦·瓦奇纳泽
瓦赫坦·德米特里耶维奇·瓦奇纳泽（俄语：Вахтанг Дмитриевич Вачнадзе，1929年—2018年），苏联航天工程师。

## 生平
1953年毕业于莫斯科航空学院，获机械工程学位。毕业后在加里宁格勒第88研究所特别设计局工作。1964年至1966年，担任副总工程师。196年至1974年，总工程师兼第一副主任。1974年至1977年，苏联通用机器制造部第三届理事会成员。
1977年至1991年，能源科研生产联合公司总监。1992年受聘为顾问。2003年被授予科罗廖夫市名誉市民称号。
一生参与了苏联的多项弹道导弹、运载火箭、载人飞船、空间站的设计工作。具体包括联盟号宇宙飞船、N1运载火箭、礼炮号与和平号空间站、進步號太空船等。
2018年10月25日去世。葬于特罗耶库罗夫公墓。